# Marienwohlder See
Der Marienwohlder See ist ein See im Kreis Herzogtum Lauenburg im deutschen Bundesland Schleswig-Holstein nördlich der Stadt Mölln. Der See ist ca. 11 ha groß und bis zu 4,4 m tief.
Der See trägt seinen Namen nach dem 1534 in der Grafenfehde von Marx Meyer zerstörten Birgittenkloster Marienwohlde.